# Giải Médicis cho tiểu luận
Giải Médicis cho tiểu luận (tiếng Pháp: Prix Médicis essai) là một giải thưỏng văn học hàng năm của Pháp được thiết lập năm 1985, dành cho một tác phẩm tiểu luận viết bằng tiếng Pháp hoặc được dịch sang tiếng Pháp.

## Những người đoạt giải
| Năm  |         | Tác giả                          | Tác phẩm                                               | Nhà xuất bản   | Ghi chú                                           |  |
| ---- | ------- | -------------------------------- | ------------------------------------------------------ | -------------- | ------------------------------------------------- |  |
| 1985 | nothumb | Michel Serres                    | Les Cinq Sens                                          | Grasset        |                                                   |  |
| 1986 |         | Julian Barnes                    | Le Perroquet de Flaubert                               | Stock          | tác giả người Anh đầu tiên                        |  |
| 1987 |         | Georges Borgeaud                 | Le Soleil sur Aubiac                                   | 24 heures      | người Thụy Sĩ                                     |  |
| 1988 | Không   |                                  |                                                        |                |                                                   |  |
| 1989 | nothumb | Václav Jamek                     | Traité des courtes merveilles                          | Grasset        | tác giả người Cộng hòa Séc (dịch sang tiếng Pháp) |  |
| 1990 | nothumb | René Girard                      | Shakespeare, les feux de l'envie                       | Grasset        |                                                   |  |
| 1991 |         | Alain Etchegoyen                 | La Valse des éthiques                                  | Bourin         |                                                   |  |
| 1992 | nothumb | Luc Ferry                        | Le Nouvel Ordre écologique                             | Grasset        |                                                   |  |
| 1993 | nothumb | Michel Onfray                    | La Sculpture de soi                                    | Grasset        |                                                   |  |
| 1994 | nothumb | Jérôme Garcin                    | Pour Jean Prévost                                      | Gallimard      |                                                   |  |
| 1995 | nothumb | Pascal Bruckner                  | La Tentation de l'innocence                            | Grasset        |                                                   |  |
| 1996 |         | Viviane Forrester                | L'Horreur économique                                   | Fayard         |                                                   |  |
| 1997 | nothumb | Michel Winock                    | Siècle des intellectuels                               | Seuil          |                                                   |  |
| 1998 | nothumb | Alberto Manguel                  | Une histoire de la lecture                             | Actes Sud      | tác giả người Ý (dịch)                            |  |
| 1999 |         | Christine Jordis                 | Gens de la Tamise et d'autres rivages                  | Seuil          |                                                   |  |
| 2000 |         | Armelle Lebras-Chopard           | Le Zoo des philosophes                                 | Plon           |                                                   |  |
| 2001 | nothumb | Edwy Plenel                      | Secrets de jeunesse                                    | Stock          |                                                   |  |
| 2002 |         | Daniel Desmarquet                | Kafka et les Jeunes Filles                             | Pygmalion      |                                                   |  |
| 2003 |         | Michel Schneider                 | Morts imaginaires                                      | Grasset        |                                                   |  |
| 2004 |         | Diane de Margerie                | Aurore et George                                       | Albin Michel   |                                                   |  |
| 2005 | nothumb | Marie Desplechin và Lydie Violet | La Vie sauve                                           | Seuil          |                                                   |  |
| 2006 | nothumb | Jean-Bertrand Pontalis           | Frère du précédent                                     | Gallimard      |                                                   |  |
| 2007 | nothumb | Joan Didion                      | L'Année de la pensée magique                           | Grasset        | tác giả người Mỹ (dịch)                           |  |
| 2008 |         | Cécile Guilbert                  | Warhol Spirit                                          | Grasset        |                                                   |  |
| 2009 |         | Alain Ferry                      | Mémoire d'un fou d'Emma                                | Seuil          |                                                   |  |
| 2010 |         | Michel Pastoureau                | La Couleur de nos souvenirs                            | Seuil          |                                                   |  |
| 2011 | nothumb | Sylvain Tesson                   | Dans les forêts de Sibérie                             | Gallimard      |                                                   |  |
| 2012 | nothumb | David Van Reybrouck              | Congo. Une histoire                                    | Actes Sud      | tác giả người Bỉ (dịch)                           |  |
| 2013 | nothumb | Svetlana Alexievitch             | La Fin de l’homme rouge ou Le Temps du désenchantement | Actes Sud      | tác giả người Belarus (dịch)                      |  |
| 2014 |         | Frédéric Pajak                   | Manifeste incertain, tập 3                             | Noir sur Blanc |                                                   |  |